# Sebastiano Larco Silva
Sebastiano Larco Silva (Tocopilla, 26 gennaio 1901 – Santa Margherita Ligure, ...) è stato un architetto italiano, nato in Cile, di origine genovese.

## Biografia
Era figlio di Michele Larco (italiano di Santa Margherita Ligure) e della sua seconda moglie, Beatriz Silva (cilena di Puchuncaví, Valparaiso), nipote paterno di Sebastiano Larco e Margherita Merello, nipote materno di José Silva e Isidora Tapias. Sebastiano Larco Silva nacque a Tocopilla il 26 gennaio 1901, dove fu battezzato lì il 18 marzo dello stesso anno. e vissuto a Valparaíso, in Cile. È tornato in Italia con i suoi genitori. Il 7 settembre 1907, tornò in America, arrivando a Buenos Aires, da Genova, sulla nave “Virginia”, con i suoi genitori e le sorelle Margherita e Carlotta (Cast: CEMLA Centro Studio di Migratorios Latinoamericanos - Buenos Aires, ripreso da "CISEI-Centro Internazionale Studi Emigrazione Italiana").  Il 4 aprile 1934, si sposò a Milano con Maria Pia Borghi, nata lì nel 1914. Morì e fu sepolto a Santa Margherita Ligure.
La sua formazione si effettuò in Italia, al Politecnico di Milano, e si mise in evidenza entrando nel Gruppo 7, un gruppo di architetti italiani, che capitanato e animato da Carlo Enrico Rava fu costituito nel 1926.
 Assieme a Larco Silva e a Rava, il gruppo comprendeva Luigi Figini, Guido Frette, Gino Pollini, Giuseppe Terragni e Ubaldo Castagnoli, sostituito l'anno dopo da Adalberto Libera.
Il Gruppo 7, nei suoi articoli di esordio, comunicò la necessità di uno spirito nuovo e di un rinnovamento dell'architettura italiana, da realizzarsi tramite ad una «stretta aderenza alla logica e alla razionalità» e, contemporaneamente ai valori della tradizione.
La partecipazione a questo gruppo risulterà il periodo più importante del lavoro come architetto di Larco Silva.
Negli anni che vanno dal 1927 al 1935 aprì e gestì uno studio a Milano, assieme a Rava, con il quale collaborò fino al 1940, anno in cui Larco Silva decise di ritornare in Cile.
Questa collaborazione fruttuosa produsse numerosi progetti per le Biennali di Monza, come un palazzo per uffici (1927), la sede di un giornale (1927), diverse case in serie e alcuni progetti a Santa Margherita Ligure, tra i quali la cappella funebre per la famiglia Oneto (1931), la palazzina Solari (1927), la villa Foligno (1931).
Nello stesso periodo realizzò un albergo a Homs, una chiesa a Suani Ben Adem (1930) e numerose altre opere in Libia, tra le quali a Tripoli il progetto per la sede della FIAT e l'arco di trionfo per la visita dei principi di Piemonte (1931); inoltre a Mogadiscio realizzò l'albergo Croce del Sud, l'arco di trionfo (1934) e un complesso di case (1935); le sedi della Società coloniale siderurgica ad Assab (1936-1937) e, ad Addis Abeba, della SAPIE (Società Anonima Per Imprese Etiopiche).
Nel 1929 Larco Silva e Rava ricevettero l'invito per organizzare la sezione italiana della mostra internazionale «Werkbund Austellung Wohnung und Werkraum» di Breslavia. Questo provocò qualche problema con gli altri membri del Gruppo 7, che portò all'abbandono del movimento, nell'aprile 1929, da parte di Larco Silva e di Rava stesso.
Inoltre, dopo il suo ritorno in Cile, svolse in proprio attività nell'ambito dell'arredamento.
Larco ha incontrato Pietro Maria Bardi, in Italia, dove questo ha convinto Benito Mussolini, con l'opuscolo "Rapporto a Mussolini sull'architettura", che il razionalismo italiano era l'unico movimento architettonico in grado di soddisfare l'ideologia fascista in architettura. Di conseguenza, Mussolini ha inaugurato personalmente la terza mostra del Gruppo 7 presso la galleria d'arte di Bardi, dove si è tenuta una rappresentazione delle tendenze del MIAR (Movimento italiano per l'architettura razionale). Larco intrattenne un'amicizia per tutta la vita con Bardi e dopo, a casa di Bardi a San Paolo, divenne amico del medico italo-brasiliano Miguel Scavone, che fece da mediatore nel suo ruolo di architetto nella basilica della città di Itatiba.

## Opere
- Palazzo per uffici (1927);
- Sede di un giornale (1927);
- Palazzina Solari, Santa Margherita Ligure (1927);
- Albergo, Homs (1930);
- Chiesa, Suani Ben Adem (1930);
- Cappella funebre per la famiglia Oneto, Santa Margherita Ligure (1931);
- Villa Foligno, Santa Margherita Ligure (1931);
- Sede della FIAT, Tripoli (1931);
- Arco di trionfo, Mogadiscio (1934);
- Albergo Croce del Sud, Mogadiscio (1934);
- Complesso di case, Mogadiscio (1935);
- Sedi della Società coloniale siderurgica, Assab (1936–1937);
- Sedi della SAPIE, Addis Abeba, (1936–1937).
- Basilica di Nostra Signora di Betlemme, Itatiba - Brasile (1961-1964)